# Christian Krohg (politiker)
Christian Krohg, född den 15 januari 1777 i Gjerdrum, död den 10 november 1828 i Kristiania, var en norsk jurist och statsråd, son till Georg Anton Krohg, far till Georg Anton Krohg.
Krohg blev student 1794 och juris kandidat 1797, utnämndes 1800 till adjunkt i juridiska fakulteten vid Köpenhamns universitet samt befordrades 1803 till e.o. professor i juridik och auditör vid
sjökadettkåren.
Han utnämndes 1804 till assessor i Trondhjems stiftsoveramt och kallades 1814 till juris professor vid Kristiania universitet, men mottog varken denna plats eller en erbjuden assessorsstol i Høyesteret. Däremot inträdde han i den av riksförsamlingen på Eidsvoll (1814) tillsatta kommitté, som skulle revidera Norges lagar.
Som representant för Søndre Trondhjems amt var Krohg medlem av det storting, som sammanträdde på hösten samma år. Före dess slut utnämndes han (18 november 1814) till statsråd. Han kvarstod på denna post till 1818, då han fick i uppdrag att utarbeta förslag till en ny kriminallag. Detta värv hann Krohg emellertid inte fullborda.
Av stortingen 1821-22, 1824 och 1827-28 var han en bland de mest framstående medlemmarna. Krohg utgav Forsøg til en ledetraad ved forelæsninger over folkeretten (1803) och grundlade Juridisk archiv (samma år), som fortsattes av A. S. Ørsted. 17 maj 1833 avtäcktes i Kristiania en obelisk till Krohgs minne.